# シスメックス
シスメックス株式会社（Sysmex Corporation）は、兵庫県神戸市に本社を置く医療機器メーカー。世界190か国以上で事業を展開。海外売上高比率80%以上。ヘマトロジー(血球計数分野)、血液凝固分野、尿沈渣検査分野で世界首位。TOPIX Large70およびJPX日経インデックス400の構成銘柄の一つ。

## 概要
1961年に、東亜特殊電機株式会社（現TOA株式会社）が発足した研究室が大元である。その後1968年に前身となる東亞医用電子株式会社（東亜特殊電機株式会社の販売会社）が発足、1978年にSysmexブランドが確立され、主に血液分析装置の開発を行った。1998年にそれまでのブランド名を使用し、シスメックス株式会社と社名を変更する。現在は尿検査装置、免疫検査用試薬などを手がけ、特にヘマトロジー、血液凝固検査、尿沈渣検査では既にグローバルトップシェアを有している。遺伝子分野を次の成長源に据える。2023年には大学発のスタートアップである「メガカリオン」を子会社化した。
神戸市西区の西神戸工業団地に研究所が、加古川市に工場がある。
2028年春に、本社機能を中央区雲井通の神戸三宮雲井通5丁目地区第一種市街地再開発事業に移転することを発表。

## 主な分析装置

### 血液分析装置
- Sysmex XN-9000
- Sysmex XN-3000
- Sysmex XN-2000
- Sysmex XN-1000
- Sysmex XN-550
- Sysmex XN-450
- Sysmex XN-350
- Sysmex XN-330
- Sysmex XE-5000
- Sysmex XE-2100
- Sysmex XT-4000i
- Sysmex XT-2000i
- Sysmex XT-1800i
- Sysmex XS-1000i
- Sysmex XS-800i
- Sysmex KX-21
- Sysmex pocH-100i
- Sysmex SP-1000i

### 血液凝固測定装置
- Sysmex CS-1600
- Sysmex CS-5100
- Sysmex CS-2500
- Sysmex CS-2400
- Sysmex CS-2100i
- Sysmex CS-2000i
- Sysmex CA-8000
- Sysmex CA-1500
- Sysmex CA-500
- Sysmex CA-50

### 尿検査装置
- Sysmex UF-5000
- Sysmex UD-10
- Sysmex UC-3500
- Sysmex U-WAM
- Sysmex UC-1000
- Sysmex UX-2000
- Sysmex UF-1000i
- Sysmex UF-110i
- Sysmex UF-50

### 免疫凝集測定装置
- Sysmex HISCL-800
- Sysmex HISCL-5000
- Sysmex HISCL-2000i
- Sysmex PAMIA-40i

## 医療ロボット
- メディカロイド（川崎重工業株式会社との合弁企業。川崎重工グループに属する。）
  - hinotori™サージカルロボットシステム (医療ロボット)

## スポーツ

### フィギュアスケート

#### 所属選手
- 三原舞依（2017年・2022年四大陸選手権金メダリスト、2022年グランプリファイナル金メダリスト）
- 坂本花織（2022年北京オリンピック個人戦銅メダリスト、団体戦銀メダリスト、2022年・2023年・2024年世界選手権3連覇）
- 壷井達也（2022年世界ジュニア選手権銀メダリスト）
- 三宅咲綺

### 女子陸上競技部
2005年12月1日、グローバリー女子陸上競技部が廃部するのに伴い、全選手・スタッフ陣営らを引き継ぐ形式でスタートした。
- Category:シスメックス女子陸上競技部の人物 参照

#### 元所属選手
- 野口みずき（2004年アテネオリンピック女子マラソン金メダリスト・現女子マラソン日本記録保持者。2016年4月引退。2016年7月退社。）
- 後藤沙織（退社後、陸上自衛官を経て、声優・ラジオパーソナリティとして活動）

#### 主な指導者
- 廣瀬永和（元副監督、2010年9月監督就任）
- 本田大造（コーチ。妻は元マラソン選手の山本佳子）
- 藤田信之（元監督・現顧問。ユニチカ－ワコール－グローバリー）

### 協賛イベント
- 神戸マラソン - 特別協賛スポンサー。第1回大会より。

### オフィシャルパートナー
- ヴィッセル神戸
- INAC神戸レオネッサ
- コベルコ神戸スティーラーズ

### Sysmex Kobe Ice Campus
2024年11月25日、神戸市内の通年型アイススケートリンク（HAT 神戸 Ice Campus）のネーミングライツを取得した。施設の愛称は「Sysmex Kobe Ice Campus」。契約期間は2025年4月1日～2030年3月31日。

## 評価・ランキング
- 2011年 臨床検査システムとそのデザインへの取組みがグッドデザイン金賞を受賞[8]。
- 2017年 経済・環境・社会の3つの側面から企業を分析し、持続可能性（サステナビリティ）に優れた企業を選定する「ダウ・ジョーンズ・サステナビリティ・ワールド・インデックス」に2年連続選定。日本企業からは31社が選定。
- 2016年 第14回産学官連携功労者表彰経済産業大臣賞：「世界初・糖鎖を使った肝線維化診断システムの実用化」[9]。

## 不祥事
- 2007 - 2009年3月期までの2年間に亘り、約3億4,000万円の申告漏れを大阪国税局から指摘されていたことが、2012年9月に判明した[10]。